# М’Мади, Али
Али М’Мади (ком. Ali M’Madi; род. 21 апреля 1990[…], Шингони) — коморский футболист, выступающий за французский клуб «Эпиналь» и сборную Комор. Он играет на позициях крайнего полузащитника или нападающего.

## Клубная карьера
М’Мади родился в Марселе и занимался футболом в клубах «Витроль», «Канн» и «Ланс». В 2009 он стал футболистом клуба «Эвиан», который в период с 2009 по 2011 год поднялся из Насьоналя в Лигу 1.
6 августа 2011 года Али М’Мади дебютировал в главной французской лиге, выйдя в основном составе в гостевом поединке против «Бреста». На 20-й минуте этого матча он забил и свой первый гол на высшем уровне.
Сезон 2013/2014 коморец на правах аренды провёл в корсиканском «Газелеке», выступавшем тогда в Насьонале. Клуб по итогам того сезона добился выхода в Лигу 2, а М’Мади заключил с ним уже полноценный контракт. В Лиге 2 он выступал в роли игрока ротации «Газелека», который по итогам чемпионата вышел в Лигу 1. М’Мади же перешёл в «Гренобль», выступавший тогда в Насьональ 2. 
Впоследствии он представлял ряд французских клубов, выступавших не выше третьего уровня в системе футбольных лиг Франции.

## Карьера в сборной
9 октября 2010 года Али М’Мади дебютировал за сборную Комор, выйдя в основном составе в домашнем матче с командой Мозамбика, проходившем в рамках квалификации Кубка африканских наций 2012.
Али М’Мади был включён в состав сборной Комор на Кубок африканских наций 2021 года. Там он появился на поле лишь в одной игре, выйдя на замену в самой концовке матча 1/8 финала против Камеруна.